# Makadam

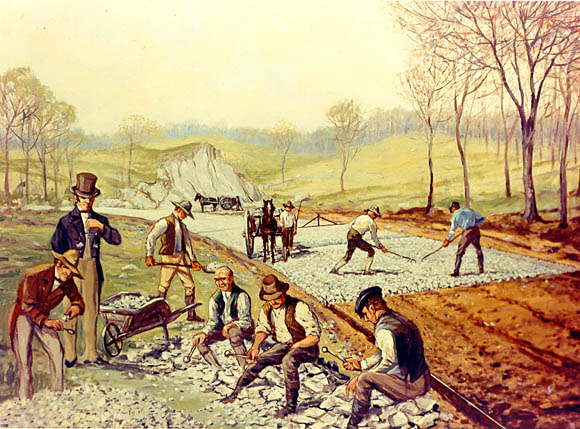
Bau einer Makadamstraße zur Zeit McAdams

Makadam [makad'am] ist eine spezielle Bauweise von Straßen, bei der drei Schichten mit jeweils unterschiedlich großen, gebrochenen und gut verdichteten Gesteinskörnungen in Ausfallkörnung den Straßenoberbau bilden. Diese Bauweise wurde von dem schottischen Erfinder John Loudon McAdam zu Beginn des 19. Jahrhunderts entwickelt, um die Haltbarkeit und Widerstandsfähigkeit der bestehenden Straßen (häufig Packlagen-Bauweise) zu verbessern. Derart befestigte Straßen wurden als makadamisiert bezeichnet.
Diese ursprüngliche Bauweise erwies sich mit der zunehmenden Motorisierung insbesondere aufgrund der auftretenden Staubentwicklung als unzureichend. Daher ging man später dazu über, die Gesteinskörnungen mit Teer oder (seltener) mit Bitumen zu binden (teergebundener Makadam). Letztlich konnte auch diese Weiterentwicklung nicht verhindern, dass die Makadam-Bauweise durch andere Bauweisen abgelöst wurde. Gründe dafür waren insbesondere die geringe Stabilität bzw. Ebenheit bei starken Verkehrsbelastungen.
Im modernen Sprachgebrauch hat sich die Bedeutung des Begriffs „Makadam“ etwas gewandelt. Meist wird damit landläufig ein nur oberflächlich bituminös gebundener Belag bezeichnet (im Gegensatz zu Asphalt). Zudem werden wassergebundene Decken, wie sie beispielsweise beim Bau von Wirtschaftswegen zur Anwendung kommen, der Makadam-Bauweise zugerechnet.

## Bauweise
Der von McAdam ursprünglich in den frühen Jahren des 19. Jahrhunderts entwickelte Aufbau bestand aus drei Lagen Schotter von unterschiedlicher Körnung, die auf einer gewölbten Grundfläche aufgebracht wurden, mit seitlichen Gräben zur Entwässerung. Die unteren beiden Lagen bestanden aus Schotter (gebrochen, Korngröße bis zu 8 cm) in einer Gesamtdicke von 20 cm, darauf wurde dann eine Lage Splitt (Korngröße bis 2,5 cm) in einer Dicke von 5 cm aufgebracht. Die Lagen wurden jeweils einzeln mit einer schweren Walze und unter Zugabe von Wasser verdichtet. Dies sorgte dafür, dass sich die kantigen Granulate ineinander verkeilten. Diese Grundkonstruktion wird manchmal auch wassergebundener Makadam genannt. Diese Methode war zwar sehr arbeitsintensiv, erzielte aber einen festen und selbstentwässernden Straßenbelag.

## Weiterentwicklung zum teergebundenen Makadam

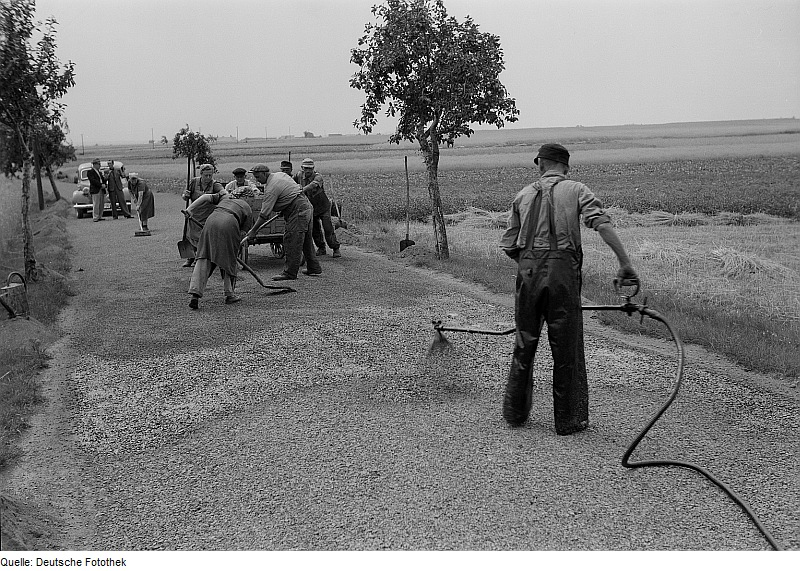
Aufsprühen eines Bindemittels auf eine Makadam-Straße (1945)

Mit dem Aufkommen von Motorfahrzeugen ergab sich für Makadam-Straßen ein ernsthaftes Problem. Der Unterdruck unter schnellfahrenden Fahrzeugen saugte den Staub und feine Sandpartikel aus der Oberfläche, was dazu führte, dass auch die gröberen Partikel ihre Verbindung verloren. Außerdem entstanden unangenehme Staubwolken. Ernest Guglielminetti löste 1902 die Aufgabe der Staubfreimachung zunächst durch die Zugabe von Teer (Bindemittel gewonnen z. B. aus Braunkohle oder anderen organischen Verbindungen), wodurch sogenannter teergebundener Makadam (engl. tarmacadam, kurz tarmac) entstand. Im Laufe der Zeit wurden dann weitere gebundene Makadam-Bauweisen entwickelt. Da die Verwendung des umweltschädlichen und giftigen Teers weitestgehend verboten wurde (beispielsweise seit 1984 in Westdeutschland), ging man dazu über, Bitumen als Bindemittel zu verwenden.
Arten
Es werden drei Arten von gebundenen Makadam-Bauweisen unterschieden:
- Zunächst werden vor dem Einbau die feinen Gesteinskörner mit dem Bindemittel vermischt und dann auf die unteren ungebundenen Schichten gestreut. Diese Bauweise besitzt die Bezeichnung Streumakadam bzw. Asphaltstreumakadam oder Teerstreumakadam.
- Werden auch die darunterliegenden, gröberen Gesteinskörner vor dem Einbau mit dem Bindemittel vermischt, spricht man von Mischmakadam oder Asphaltmischmakadam.
- Tränkmakadam bzw. Asphalttränkmakadam entsteht, indem eine Schottertragschicht mit Rohsplitt verfüllt wird und anschließend mit einem bituminösen Bindemittel getränkt wird. Zuletzt wird Splitt aufgebracht und eingewalzt. Das Ergebnis wird auch als Tränkdecke bezeichnet.

## Rezeption
In seinem Roman Time Must Have A Stop (dt. Titel Zeit muß enden) lässt Aldous Huxley seinen Protagonisten Sebastian über dessen Gedichtentwurf sinnieren: “But that was horrible flat. Steam-rolled and macadamized […]” („Aber das war scheußlich flach. Dampfgewalzt und makadamisiert […]“).
Im 2008 erschienenen Lied Blam auf dem Album Firma Ilegal der bosnischen Band Dubioza Kolektiv singt das lyrische Ich über die Perspektiv- und Ausweglosigkeit und davon, dass es jeden Tag von der Autobahn träumt, aber wohin es sich auch wendet, sei alles Makadam (im Original: „Kud god krenem, samo makadam“).